# Indywidualne Mistrzostwa Danii na Żużlu 2019
Indywidualne Mistrzostwa Danii na Żużlu 2019 – cykl turniejów żużlowych, mających na celu wyłonienie najlepszych żużlowców w Danii w sezonie 2019. Tytuł zdobył, po raz drugi w karierze, Kenneth Bjerre.

## Finał
- Holsted – 30 maja 2019

| Msc. | Zawodnik                | Klub      | Pkt |               |  |
| ---- | ----------------------- | --------- | --- | ------------- |  |
| 1    | Kenneth Bjerre          | Holsted   | 18  | (3,3,3,3,3,3) |  |
| 2    | Niels Kristian Iversen  | Esbjerg   | 13  | (3,3,3,0,2,2) |  |
| 3    | Rasmus Jensen           | Holsted   | 12  | (3,2,2,2,2,1) |  |
| 4    | Bjarne Pedersen         | Esbjerg   | 10  | (0,2,3,2,3,0) |  |
| 5    | Nicki Pedersen          | Holsted   | 10  | (2,3,1,3,1)   |  |
| 6    | Michael Jepsen Jensen   | Outrup    | 10  | (2,3,2,2,1)   |  |
| 7    | Frederik Jakobsen       | Fjelsted  | 8   | (2,1,2,3,0)   |  |
| 8    | Rene Bach               | Esbjerg   | 8   | (1,0,2,3,2)   |  |
| 9    | Mikkel Michelsen        | Slangerup | 8   | (1,2,1,1,3)   |  |
| 10   | Mikkel Bech             | Glumso    | 8   | (2,1,1,2,2)   |  |
| 11   | Jonas Jeppesen          | Holsted   | 6   | (w,2,3,0,1)   |  |
| 12   | Nicolai Klindt          | Outrup    | 4   | (3,0,0,0,1)   |  |
| 13   | Mads Korneliussen       | Outrup    | 4   | (0,0,t,1,3)   |  |
| 14   | Nikolaj Busk Jakobsen   | Silkeborg | 3   | (1,1,0,1,0)   |  |
| 15   | Sam Jensen              | Holsted   | 3   | (1,1,1,0,0)   |  |
| 16   | Claus Vissing           | Grindsted | 1   | (0,0,0,1,u)   |  |
| 17   | rez. Jonas Seifert-Salk | Slangerup | 0   | (0)           |  |
|      | rez. Mads Hansen        | Skærbæk   | ns  |               |  |

## Bieg po biegu
1. (58,60) Klindt, F.Jakobsen, N.B.Jakobsen, Vissing
2. (59,00) Iversen, N.Pedersen, Bach, B.Pedersen
3. (58,70) R.Jensen, Bech, Michelsen, Korneliussen
4. (59,40) Bjerre, Jepsen Jensen, S.Jensen, Jeppesen (w)
5. (58,50) Iversen, Jeppesen, Bech, Klindt
6. (58,70) Jepsen Jensen, R.Jensen, F.Jakobsen, Bach
7. (59,30) N.Pedersen, Michelsen, S.Jensen, Vissing
8. (59,60) Bjerre, B.Pedersen, N.B.Jakobsen, Korneliussen
9. (58,50) Bjerre, Bach, Michelsen, Klindt
10. (59,30) Iversen, F.Jakobsen, S.Jensen, Seifert-Salk (Korneliussen – t)
11. (59,70) B.Pedersen, Jepsen Jensen, Bech, Vissing
12. (59,80) Jeppesen, R.Jensen, N.Pedersen, N.B.Jakobsen
13. (59,60) N.Pedersen, Jepsen Jensen, Korneliussen, Klindt
14. (60,40) F.Jakobsen, B.Pedersen, Michelsen, Jeppesen
15. (60,20) Bjerre, R.Jensen, Vissing, Iversen
16. (61,10) Bach, Bech, N.B.Jakobsen, S.Jensen
17. (61,20) B.Pedersen, R.Jensen, Klindt, S.Jensen
18. (61,00) Bjerre, Bech, N.Pedersen, F.Jakobsen
19. (61,90) Korneliussen, Bach, Jeppesen, Vissing (u)
20. (60,90) Michelsen, Iversen, Jepsen Jensen, N.B.Jakobsen
21. Finał: Bjerre, Iversen, R.Jensen, B.Pedersen